# 14613 Sanchez
14613 Sanchez (1998 TP2) là một tiểu hành tinh vành đai chính được phát hiện ngày 13 tháng 10 năm 1998 bởi Khảo sát tiểu hành tinh OCA-DLR ở Caussols.